# Cratere Jerada
Jerada è un cratere sulla superficie di Mathilde.